# Tour della nazionale maschile di rugby a 15 delle Figi 1983
Nel 1983 la nazionale di "rugby a 15" delle Isole Figi svolge un'intensa attività, ospitando Samoa e Tonga e intervallando questi match con un tour interno all'arcipelago.

## Risultati
| Suva 18 giugno 1983 | Figi | 13 – 8 | Tonga |  |

| Suva 22 giugno 1983 | Figi XV | 33 – 12 | Suva XV |  |

| Suva 25 giugno 1983 | Figi | 0 – 6 | Samoa | FIGI ABBANDONA IL CAMPO |

| Suva 29 giugno 1983 | Figi XV | 16 – 14 | Nadroga |  |